# Синяки (Витебская область)
Синяки — опустевшая деревня в Городокском районе Витебской области Белоруссии.
Находилась в 4 верстах к юго-востоку от современной деревни Марченки.

## История
Деревня отмечена на карте середины XIX века, в Списке населённых мест Витебской губернии 1906 года (стр.79 №41), на картах РККА 1930-х годов и топографической карте начала 1980-х годов.